# Shigetatsu Matsunaga
Shigetatsu Matsunaga (Hamamatsu, 12. kolovoza 1962.) japanski je nogometaš.

## Klupska karijera
Igrao je za Yokohama Marinos, Tosu Futures, Brummell Sendai i Kyoto Purple Sanga.

## Reprezentativna karijera
Za japansku reprezentaciju igrao je od 1988. do 1995. godine. Odigrao je 40 utakmice.
S japanskom reprezentacijom Shigetatsu Matsunaga je igrao na Azijskom kupu 1992. i Kupa konfederacija 1995.

## Statistika
| Japan  | Japan | Japan |
| Godina | Nast. | Gol.  |
| ------ | ----- | ----- |
| 1988.  | 1     | 0     |
| 1989.  | 9     | 0     |
| 1990.  | 0     | 0     |
| 1991.  | 1     | 0     |
| 1992.  | 9     | 0     |
| 1993.  | 14    | 0     |
| 1994.  | 0     | 0     |
| 1995.  | 6     | 0     |
| Ukupno | 40    | 0     |

## Vanjske poveznice
- National Football Teams
- Japan National Football Team Database